# District de Spišská Nová Ves
Le district de Spišská Nová Ves est l’un des 79 districts de Slovaquie. Il se situe dans la région de Košice.

## Démographie

### Évolution de la population
| Année:               | 1994.  | 2004.   | 2014.   | 2024.   |
| -------------------- | ------ | ------- | ------- | ------- |
| Nombre de personnes: | 88 693 | 95 144  | 98 869  | 98 670  |
| Différence:          |        | +7,27 % | +3,91 % | -0,20 % |

| Année:               | 2023.  | 2024.   |
| -------------------- | ------ | ------- |
| Nombre de personnes: | 98 556 | 98 670  |
| Différence:          |        | +0,11 % |

## Liste des communes[2]

### Villes
- Krompachy
- Spišská Nová Ves
- Spišské Vlachy

### Villages
Arnutovce | Betlanovce | Bystrany | Danišovce | Harichovce | Hincovce | Hnilčík | Hnilec | Hrabušice | Chrasť nad Hornádom | Iliašovce | Jamník | Kaľava | Kolinovce | Letanovce | Lieskovany | Markušovce | Matejovce nad Hornádom | Mlynky | Odorín | Olcnava | Oľšavka | Poráč | Rudňany | Slatvina | Slovinky | Smižany | Spišské Tomášovce | Spišský Hrušov | Teplička | Vítkovce | Vojkovce | Žehra